# Leichtathletik-Weltmeisterschaften 2015/Teilnehmer (Tunesien)
| Gelbes Symbol für Goldmedaillen mit stilisierten Olympischen Ringen | Graues Symbol für Silbermedaillen mit stilisierten Olympischen Ringen | Braundes Symbol für Bronzemedaillen mit stilisierten Olympischen Ringen |
| ------------------------------------------------------------------- | --------------------------------------------------------------------- | ----------------------------------------------------------------------- |
| —                                                                   | 1                                                                     | —                                                                       |

Der Leichtathletikverband Tunesiens nominierte vier Athleten für die Leichtathletik-Weltmeisterschaften 2015 in der chinesischen Hauptstadt Peking.

## Medaillen
Mit einer gewonnenen Silbermedaille belegte das tunesische Team Rang 25 im Medaillenspiegel.

### Medaillengewinner

#### Silber
- Habiba Ghribi: 3000 m Hindernis

## Ergebnisse

### Männer
| Athlet          | Disziplin        | Vorlauf         | Vorlauf         | Halbfinale         | Halbfinale         | Finale                  | Finale                  |
| Athlet          | Disziplin        | Zeit            | Platz           | Zeit               | Platz              | Zeit                    | Platz                   |
| --------------- | ---------------- | --------------- | --------------- | ------------------ | ------------------ | ----------------------- | ----------------------- |
| Wissem Hosni    | Marathon         |                 |                 |                    |                    | Wettkampf nicht beendet | Wettkampf nicht beendet |
| Mohamed Sghaier | 400 m Hürden     | disqualifiziert | disqualifiziert | nicht qualifiziert | nicht qualifiziert | nicht qualifiziert      | nicht qualifiziert      |
| Amor Ben Yahia  | 3000 m Hindernis | 8:43,11 min     | 21              | nicht qualifiziert | nicht qualifiziert | nicht qualifiziert      | nicht qualifiziert      |

### Frauen
| Athlet        | Disziplin        | Vorlauf     | Vorlauf | Halbfinale | Halbfinale | Finale      | Finale |
| Athlet        | Disziplin        | Zeit        | Platz   | Zeit       | Platz      | Zeit        | Platz  |
| ------------- | ---------------- | ----------- | ------- | ---------- | ---------- | ----------- | ------ |
| Habiba Ghribi | 3000 m Hindernis | 9:24,38 min | 1       |            |            | 9:19,24 min | Silber |